# عزبة المجد (الرحمانية)
قرية عزبة المجد هي إحدى القرى التابعة لمركز الرحمانية في محافظة البحيرة في جمهورية مصر العربية. حسب إحصاءات سنة 2006، بلغ إجمالي السكان في عزبة المجد 4011 نسمة، منهم 2045 رجل و1966 امرأة.